# Procontarinia
Genre
Procontarinia est un genre d'insectes diptères de la famille des Cecidomyiidae.

## Liste d'espèces
Selon Catalogue of Life (15 oct. 2013) :
- Procontarinia allahabadensis
- Procontarinia amraemyia
- Procontarinia amraeomyia
- Procontarinia biharana
- Procontarinia brunneigallicola
- Procontarinia echinogalliperda
- Procontarinia frugivora
- Procontarinia keshopurensis
- Procontarinia mangicola
- Procontarinia mangiferae
- Procontarinia mangifoliae
- Procontarinia matteiana
- Procontarinia matteina
- Procontarinia robusta
- Procontarinia schreineri
- Procontarinia tenuispatha
- Procontarinia virdigallicola
- Procontarinia viridigallicola

Selon NCBI (15 oct. 2013) :
- Procontarinia mangicola
- Procontarinia mangiferae
- Procontarinia matteiana
- Procontarinia pustulata
- Procontarinia robusta